# Bolitoglossa flaviventris
La salamandra de panza amarilla (Bolitoglossa flaviventris) es una especie de salamandras en la familia Plethodontidae.
Habita en el sudoeste de Guatemala y en el sur de Chiapas (México).
Su hábitat natural son bosques húmedos tropicales o subtropicales a baja altitud, tierra arable, plantaciones y zonas previamente boscosas ahora muy degradadas.
Está amenazada de extinción debido a la destrucción de su hábitat.